# 宮田健男
宮田 健男（みやた たけお、1968年2月5日 - ） は日本のダンサー。振付師。ダンス研究家。東京都出身。埼玉大学教育学部卒業。
日本人初のブレイクダンス世界大会優勝チーム「THE SPARTANIC ROCKERS」リーダー。
スタジオフェイス代表。公益社団法人日本ストリートダンス教育研究所理事。日本芸術専門学校講師。日本リズムダンス連盟ルール推進委員。

## 人物
ブレイクダンスの世界大会に日本人として初参加、初優勝と言う快挙を成し遂げた、The Spartanic Rockers のリーダー。1998年に初参加したイギリスのブレイクダンス世界大会「UK B-BOY CHAMPIONSHIPS」において、チームを優勝に導いたほか、同年ドイツの世界大会「Battle of the Year」においてもベストショーを獲得。当時一切コネクションが無かったヨーロッパと日本のストリートダンスシーンの架け橋となった人物である。
1996年9月に、自らが経営するダンススタジオ「スタジオ・フェイス」を赤坂に設立。現在は赤坂の東京本校の他、長野県飯田市、千葉県浦安市、石川県金沢市へ展開している。
メディアでは、ダンス番組「スーパーチャンプル」（中京テレビ制作、日本テレビ系）にダンス監修として参加。出演の他、振付や、ダンサーブッキング等も行う。その他、多くのテレビ番組等で振付、ダンス指導を行う。
アンダーグラウンドでは、世界的なダンスコンテスト「UK B-BOY CHAMPIONSHIPS」の日本予選を主催。全国7カ所で予選を開催し、イギリスの世界大会に出場する日本代表を選出している。
その他ダンス関連のDVDの制作、ダンス総合サイト「ALL ABOUT STREET DANCE」の企画制作等、ダンスに関する様々な事業を行っている。
学校教育内でのストリートダンスの教育方法を研究する、日本ストリートダンス教育研究所理事。

## 経歴
- 1983年 映画『フラッシュダンス』に感銘を受け、高校１年の時に独学でダンスを始め、原宿の歩行者天国で毎週日曜日にダンスパフォーマンスを行う
- 1991年 フジテレビ系ダンス番組『DANCE DANCE DANCE』に出演。「ベストキャラクター賞」。
- 1996年 赤坂にダンススタジオ「スタジオ・フェイス」を設立
- 1997年 スイスのブレイクダンスチーム「SPARTANIC ROCKERS」に日本人として初のメンバーとなる
- 1998年 スイスで行われたブレイクダンスコンテスト「URBAN SKILLS」準優勝
- 1998年 イギリスで行われている世界的なダンスコンテスト「U.K.CAHMPIONSHIP98」にて日本人として初参加し優勝を飾る（1999年準優勝）
- 1998年〜1999年 ドイツで行われた世界規模のブレイクダンスコンテスト「BATTLE OF THE YEAR」にて最高のショーパフォーマンスに贈られる「BEST SHOW」を2年連続獲得
- 1999年 フジテレビ系『アジアバグース』にゲスト審査員・ダンサーとして出演（シンガポール撮影）
- 1999年 PlayStation用ゲームソフト『BAST A MOVE 3』のダンスキャラクターを担当
- 2000年 フジテレビ系『SMAP×SMAP』ダンスバトルコーナー「ターボK」出演、ダンスシーンの演出
- 2001年 フランス、パリにて行われたダンスコンテスト「The First International Hip Hop Dance Championship」でベスト3となる
- 2001年 フジテレビ系バラエティ番組『めちゃ×2イケてるッ!』のダンスバトルコーナーにて、岡村隆史・山本（極楽）・ガレッジセールのダンス指導・振付を行う
- 2001年 同志社大学にて特別講演及びパフォーマンス
- 2002年 テレビ朝日系教育バラエティ番組『東京キャンパスバウンド』に特別講師として出演
- 2002年 テレビ朝日系特番『ガレッジセール怒りのダンス IN KOREA』にて出演者のダンス指導。講師役として番組出演
- 2003年 フジテレビのイメージCM「きっかけはフジテレビ ボブ・サップ&ゴリエ編」振付。
- 2003年 『木曜深夜の星』（TBS）　ダンスコンテスト「DANCE HEAT」企画協力、審査員出演
- 2004年 イギリス、ロンドンで行われた「World B-Boy Championship」に出演
- 2004年 文化庁主催のダンスフェスティバル、「WE LOVE DANCE FESTIVAL」のコーディネート、海外ダンサーブッキング、ダンス出演。
- 2004年 韓国アリランTV主催のダンスコンテスト「B-Boy Fest 2004」 審査員
- 2004年〜2005年 中京テレビ製作、日本テレビ系ダンスバラエティ番組 『少年チャンプル』のダンスコーディネート及び監修、振付を担当。また、日本を代表するダンサーを紹介するコーナー「ゴールドダンサー」にて紹介を受ける。
- 2005年 ブレイクのハウツーDVD「ダンス・スタイル・ブレイカーズ2」（リットーミュージック）のダンス監修を担当。
- 2005年 イギリス　ロンドンで行われたB-Boyによるダンスコンテスト「Red Bull Beat Battle」に日本代表として参加。準優勝。
- 2006年 カンゴールシューズのイメージモデルを担当
- 2006年〜2007年 ストリートダンスの入門書「STREET DANCE TEQNIQUES」の監修及び出演。
- 2006年〜2008年 中京テレビ製作、日本テレビ系ダンスバラエティ番組 『スーパーチャンプルのダンスコーディネート及び監修、振付を担当。
- 2006年 日本テレビ系列特番『Shall We Dance?』 金子貴俊ダンス指導・振付
- 2007年 ロンドンで行われたダンスコンベンション「Breakin’ Conbention07」にてゲストショーを行う
- 2007年 台湾で行われた「RED BULL BC ONE アジア予選」審査員、エキジビジョンバトル出演
- 2007年〜2010年 名古屋で行なわれたBreakin’ Battle Event 「ダンスダイナマイトワールドグランプリ」のプログラムディレクション及び、海外ゲストブッキング、審査員を担当
- 2007年 『新春かくし芸大会 2008』（フジテレビ）にしおかすみこ振付及びダンス指導
- 2008年 『24時間テレビ 「愛は地球を救う」』 障害者ダンスコーナーの振り付けを担当
- 2008年 韓国で行われたダンスイベント「KB B-BOY」 審査員
- 2008年 東京都がオリンピック招致活動の一環として発案された「TOKYO体操」振付
- 2009年 フジテレビ特番『絆』 TKO・木下隆行にダンス指導
- 2009年〜 特定非営利活動法人ぱれっとにて、知的障害者へ対するダンス指導
- 2009年 社団法人 日本ストリートダンス教育研究所を設立。理事に就任
- 2010年 『おはスタ』（テレビ東京）「内臓ダンス」振付
- 2011年 『集団サプライズショー』（テレビ東京） マイケル・ジャクソン、フラッシュモブコーナー、ダンサーブッキング及び振付指導。
- 2011年 東京モーターショー フォルクスワーゲンブース　ダンサーブッキング　振付
- 2011年〜 世田谷区、八王子市などの中学校体育でダンス指導を実施。
- 2011年〜2013年 「UK B-BOY CHAMPIONSHIPS WORLD FINALS」（イギリス）審査員
- 2013年 「CHELLES BATTLE PRO 2013」（フランス）審査員